# Manfred Roßner

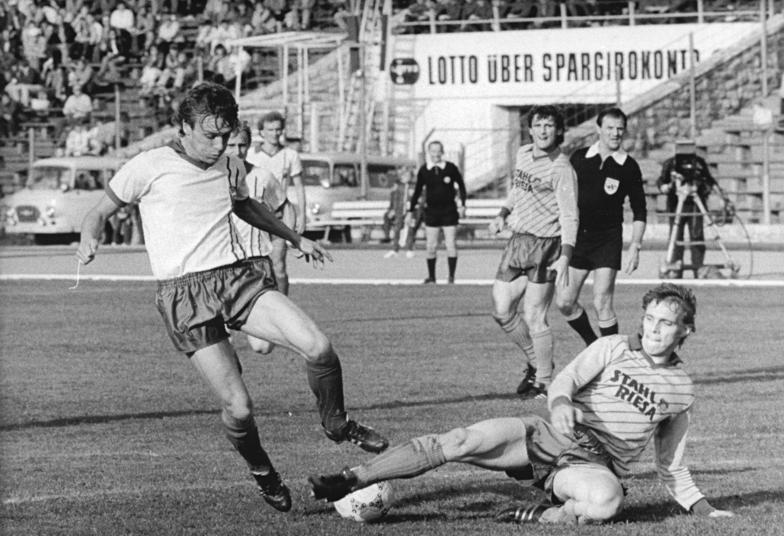
Manfred Roßner 1987 als Schiedsrichter in der DDR-Oberliga im Einsatz

Manfred Roßner (* 2. April 1941 in Pößneck; † 17. März 2008 in Leipzig) war ein deutscher Fußballschiedsrichter.
1974 in die Reihe der DDR-Oberliga-Referees des Deutschen Fußball-Verbandes berufen, leitete er in der höchsten Spielklasse der DDR bis 1990 166 Spiele. 1980 wurde er auf die FIFA-Schiedsrichterliste berufen, 1984 bei der U-16-Europameisterschaft in der Bundesrepublik eingesetzt. Er pfiff fünf A-Länderspiele, amtierte in 66 internationalen Vergleichen als Unparteiischer. Bei der Fußball-Europameisterschaft 1988 in der Bundesrepublik war er als Linienrichter beim Spiel England – Irland (0:1) im Einsatz.
Nach dem Zusammenschluss des Deutschen Fußball-Verbandes (DFV) und des Deutschen Fußball-Bundes (DFB) gehörte er nach seiner aktiven Schiedsrichterzeit von 1990 bis 1998 dem Schiedsrichter-Lehrstab des DFB an. Ebenfalls ab 1990 machte sich der in Pößneck Geborene als Mitglied des Schiedsrichterausschusses des Thüringer Fußball-Verbandes vor allem um die Förderung des Nachwuchses verdient. Er gründete die Fördergruppe „Rennsteiger“ und gab ihr auch diesen Namen.
Im Ostthüringer Fußballbezirk (OTFB) leitete er über einen längeren Zeitraum die Geschäftsstelle. Er starb nach langer Krankheit im Alter von 66 Jahren in der Universitätsklinik von Leipzig.